# Mili Weber

Mili Weber in ihrem Atelier

Mili Weber, Berta Emilie Weber (* 1. März 1891 in Biel; † 11. Juli 1978 in St. Moritz) war eine Schweizer Künstlerin, die vor allem mit Bildern von Blumenkindern bekannt wurde. Sie gestaltete eine eigene Wunderwelt und schuf in ihrem «Märchenhaus» oberhalb des St. Moritzersees ein eigentliches Gesamtkunstwerk.

## Leben

### Jugend in Biel

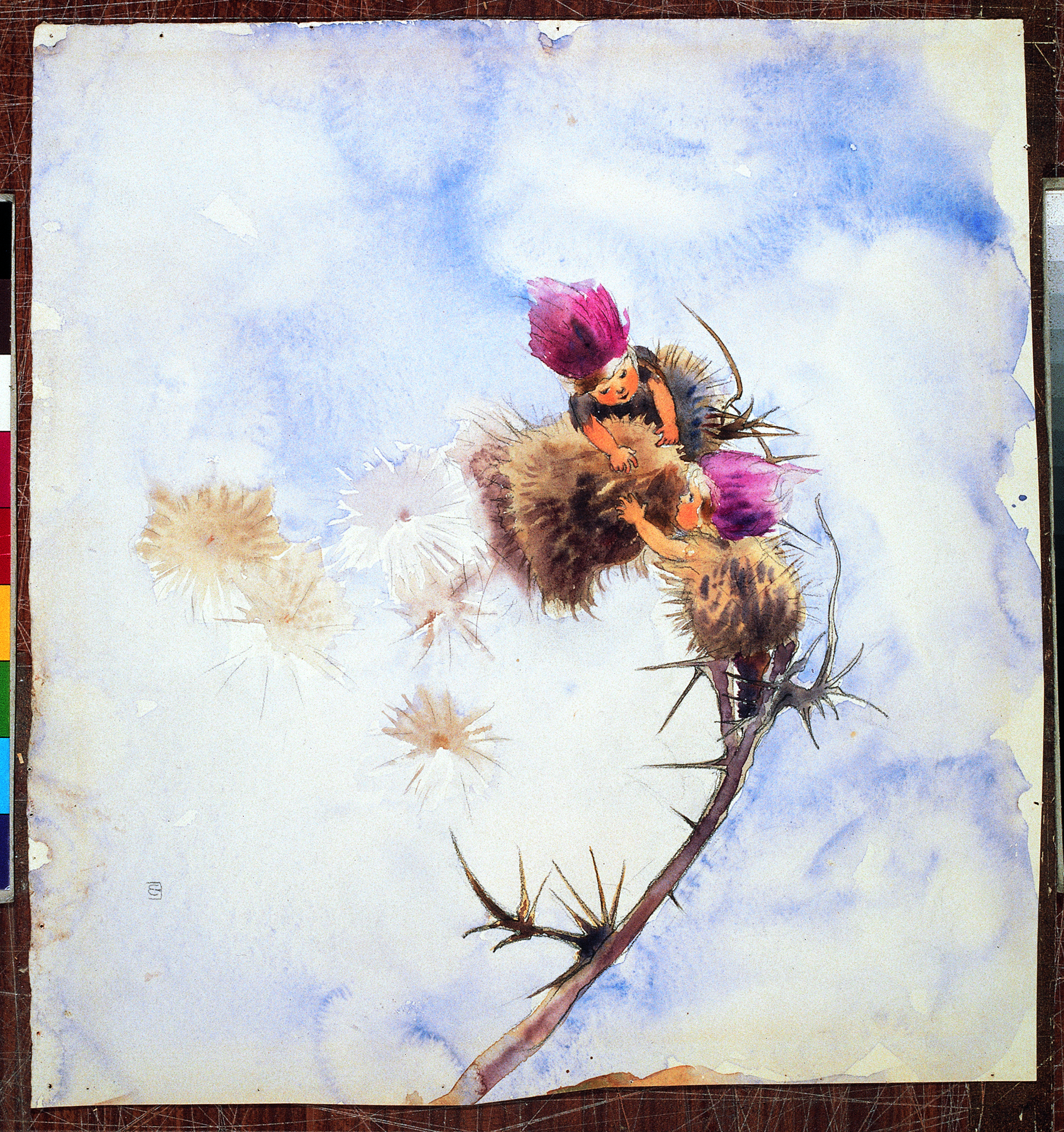
Distelkinder, Aquarell von Mili Weber

Mili Weber wuchs in Biel als Jüngste mit drei Brüdern und zwei Halbschwestern auf. In dieser grossen Familie verbrachte Berta Emilie, genannt Mili, eine «sonnige» Kinderzeit. Bei allen Geschwistern zeigten sich früh künstlerische Begabungen. Alle hatten Talent zum Malen und Zeichnen, vier der sechs Kinder ergriffen später künstlerische Berufe.
Die Familie Weber stammte aus dem Kanton Aargau. Der Vater, Adolf Weber, heiratete die Witwe Anna Haller-Gloor, die die beiden Töchter Frieda (* 1870) und Anna (* 1872) mit in die Ehe brachte. Von besonderer Bedeutung für Mili Webers menschliche und künstlerische Entwicklung war ihre 19 Jahre ältere Halbschwester Anna Haller. Diese hatte die Kunstgewerbeschule in Biel besucht und unterrichtete später dort auch verschiedene kunsthandwerkliche Fächer. Vor allem hatte sie sich einen Namen als Blumenmalerin gemacht. Dem Beispiel der Schwester folgend, wollte Mili Weber auch Kunstmalerin werden. So besuchte sie das Kindergärtnerinnenseminar in Bern, das damals ein Jahr dauerte. Mit den Kindern verstand sie sich ausgezeichnet, aber der Zeichenlehrer der Schule ermunterte sie zu malen – Kindergärten könnten noch viele leiten, aber so malen wie sie nur wenige. Anna Haller führte Mili Weber bei einem ihrer Künstlerfreunde, dem Maler Julius Vögtli, ein. Die beste Lehrerin für Mili Weber war aber Anna Haller selbst.

### Studienjahre in München
Anna Haller war es auch, die Mili Weber zu einer weiteren Ausbildung in einer Malakademie in München drängte. Sie kannte München, da sie mit einem dortigen Verleger arbeitete und sich schon 1905 in dieser Stadt aufgehalten hatte. Es war nicht einfach, eine Malschule zu finden, denn die Kunstakademie war damals Frauen nicht zugänglich. Durch einen Bekannten wurden sie auf die Malschule von Heinrich Knirr aufmerksam gemacht. Knirr erkannte die Begabung seiner neuen Schülerin und sagte voraus, sie werde entweder Porträtistin oder Märchenmalerin. Diese fruchtbare Zeit von 1912 bis 1914 nahm ein plötzliches Ende, als der Erste Weltkrieg ausbrach. Weber und Haller kehrten in die Schweiz zurück.

### St. Moritz

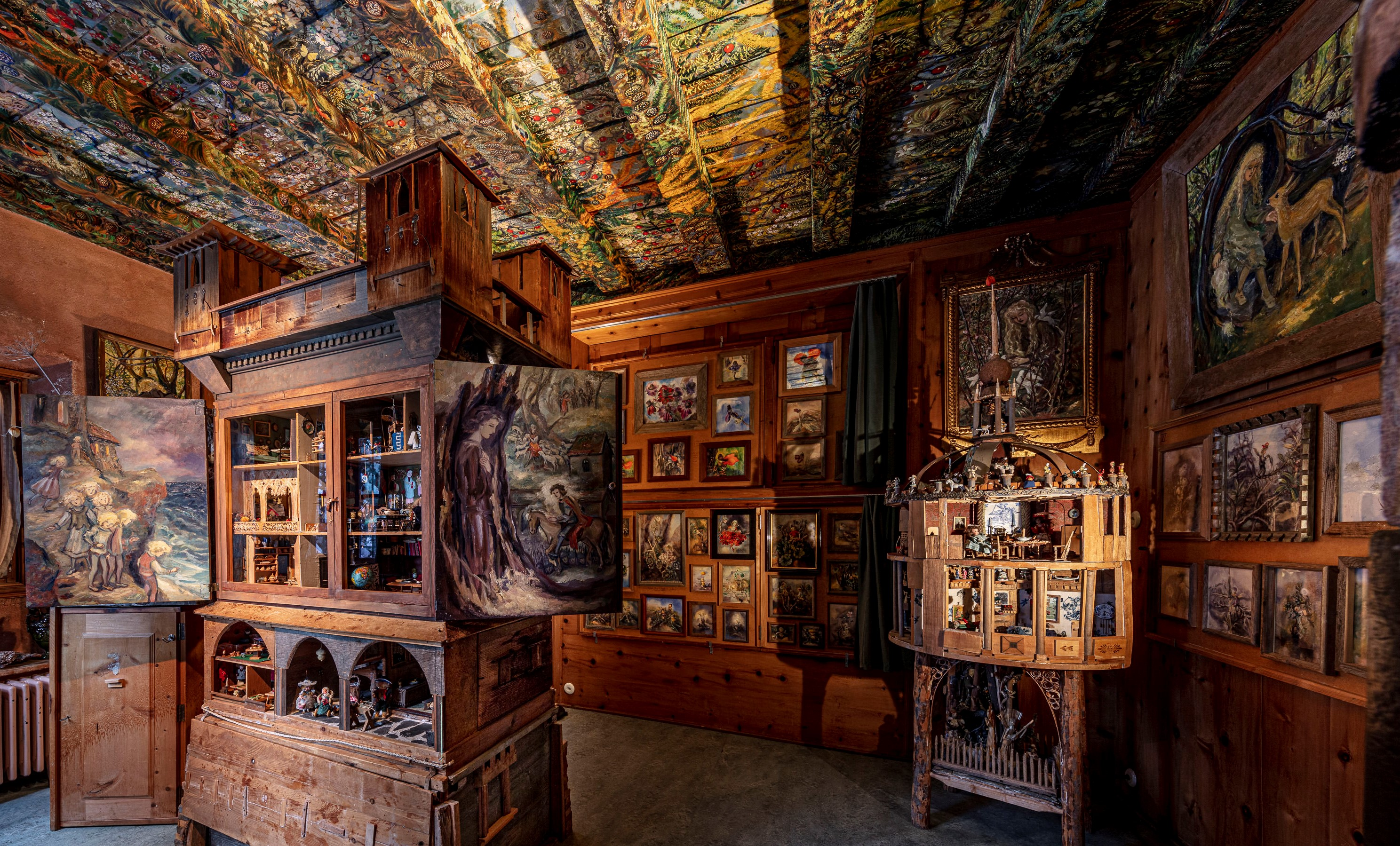
«Schlosszimmer» im Mili Weber Haus: mit ihren Aquarellen und Ölbildern an den Wänden und ihrer Bemalung der Decke, in der Mitte das von ihr gestaltete Puppenschloss

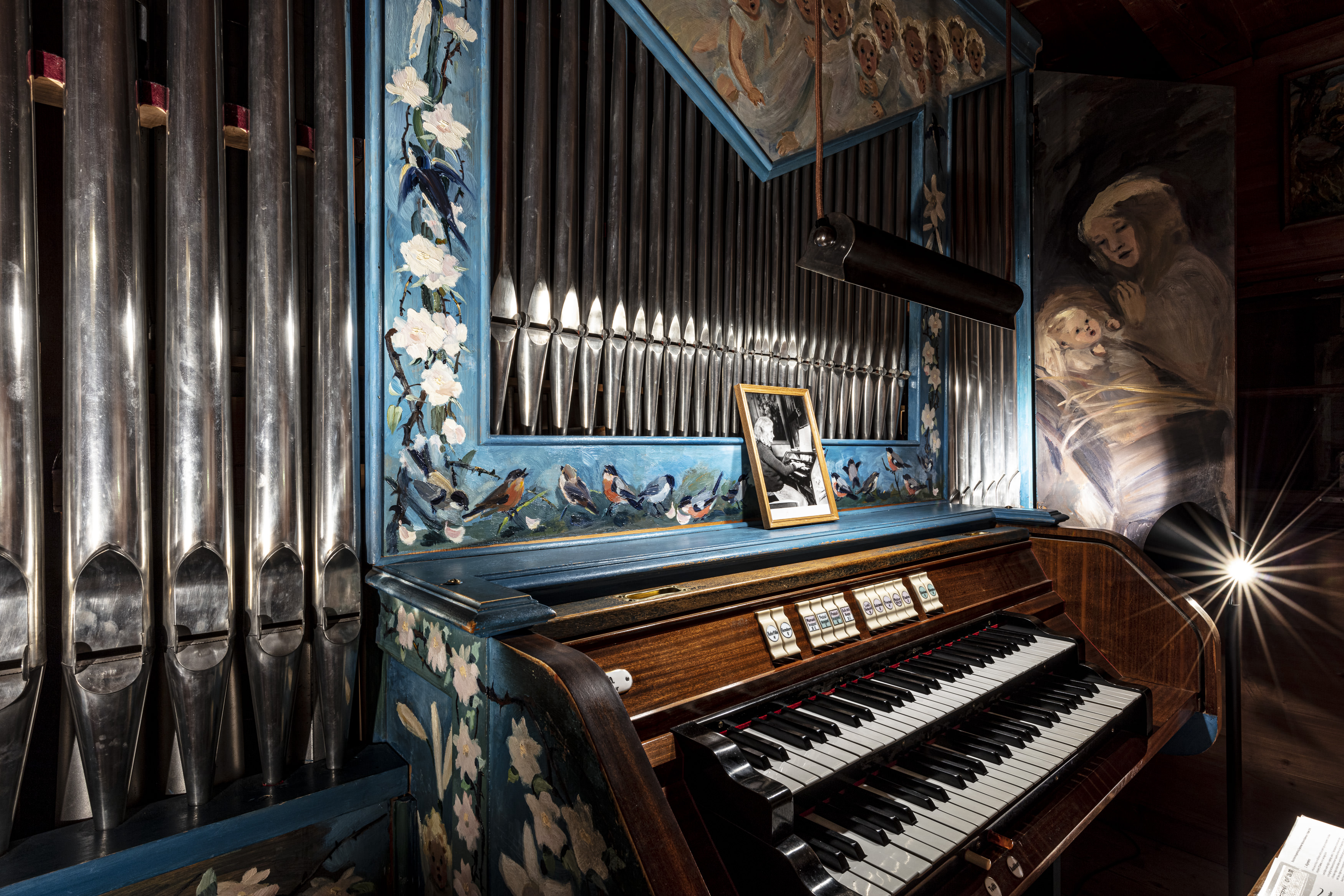
Von Mili Weber bemalte und genutzte Orgel

Ihr Bruder Emil Weber, ein Architekt, arbeitete schon länger für das renommierte Architekturbüro und Bauunternehmen von Nicolaus Hartmann senior in St. Moritz. Emil Weber und seine Arbeit in St. Moritz waren letztlich der Grund, dass die ganze Familie Weber 1917 von Biel nach St. Moritz zog. Vorgängig bauten Emil Weber und sein Vater weitgehend im Eigenbau ein Haus oberhalb des östlichen Endes des St. Moritzersees. So bescheiden sich das Haus – eine kreative Mischung zwischen Engadiner- und Walserstil – von aussen ausnimmt, so fantasievoll präsentiert es sich von innen. Das architektonische Konzept mit der geschickten Raumaufteilung auf verschiedenen Ebenen, den gewölbten Decken und den schön gearbeiteten Einbauschränken weist Bruder Emil als Könner aus.
Mili Weber lebte und arbeitete von 1917 bis zu ihrem Tod im Jahr 1978 in St. Moritz. Neben der Malerei – ihr Hauptwerk besteht aus Aquarellen – schrieb sie Geschichten und komponierte Lieder und ein Oratorium. Eine spezielle Beziehung hatte sie zu den Tieren des Waldes, speziell zu Reh und Hirsch, zu den Eichhörnchen und all den Vögeln. Über die Erlebnisse mit einem verletzten Rehkitz schrieb sie ein kleines Buch in berndeutscher Mundart, Vom Rehli Fin. Aber nicht nur die Rehe, sondern die hungrigen Hirschen liessen sich von ihr streicheln und füttern. Ihre von Kindheit an geförderte Liebe zur Natur wuchs zu einem aussergewöhnlichen Eingehen auf Tier und Pflanze.

## Werk

### Mili Weber Haus – nun Museum

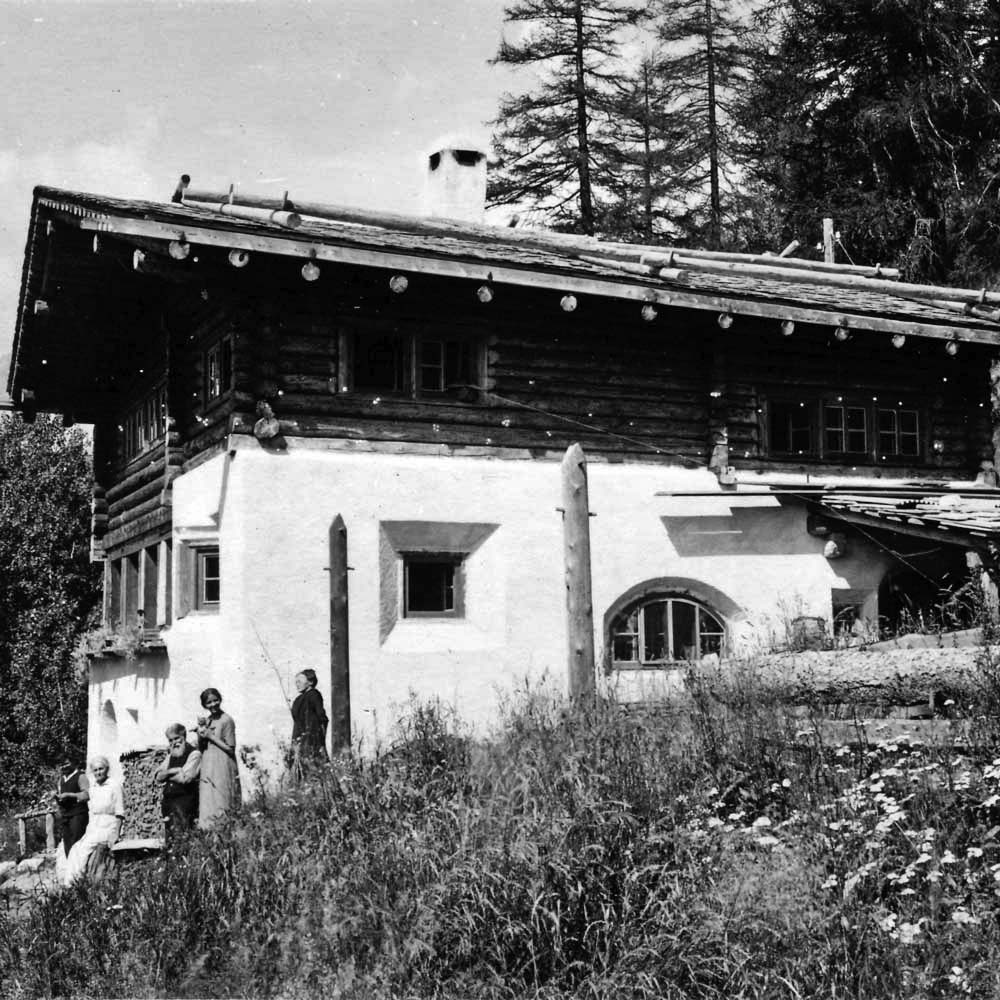
Mili-Weber-Haus 1918. V. l. n. r.: Emil Weber, Frieda Haller, Adolf Weber, Mili Weber und Anna Haller

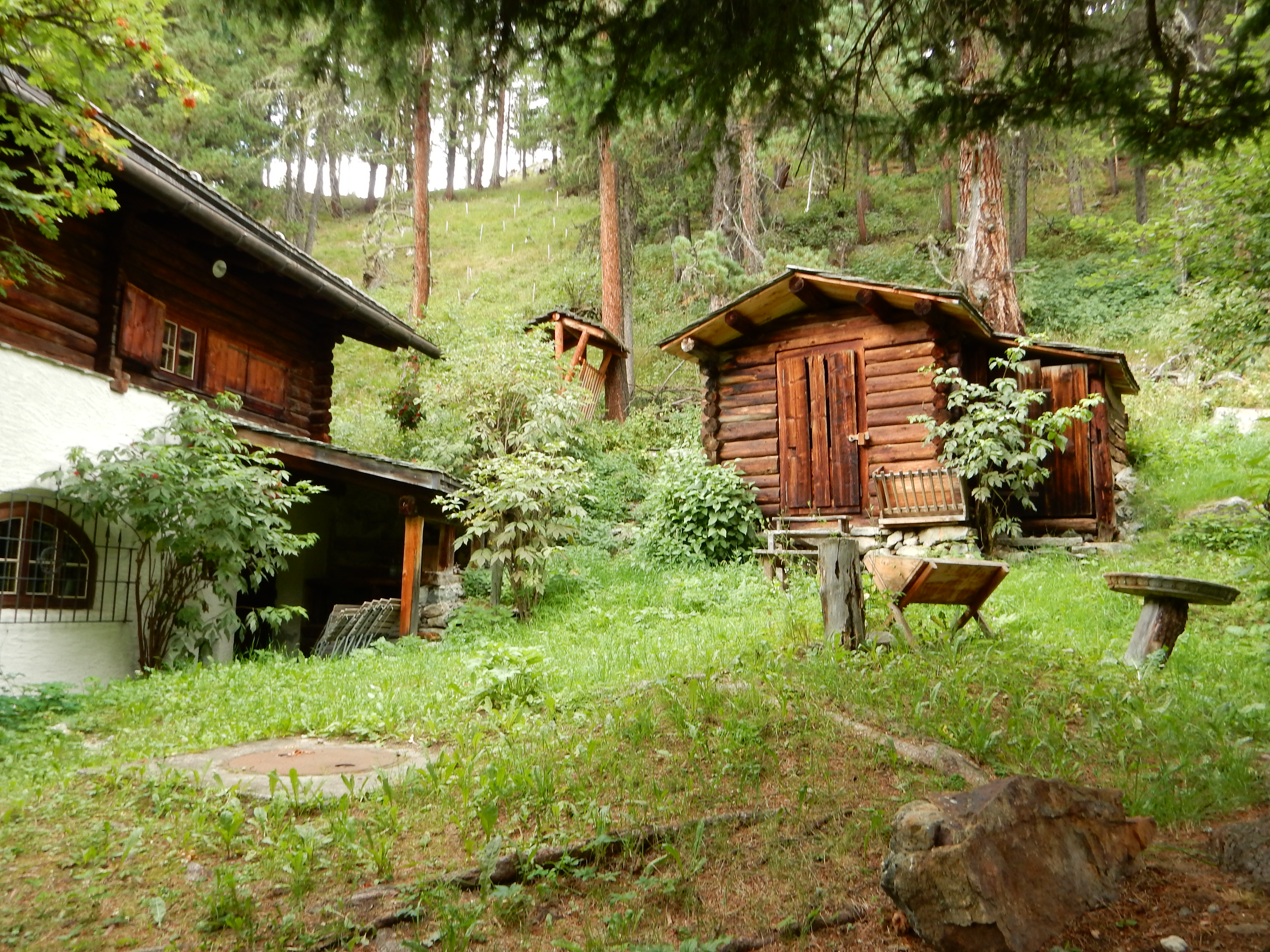
Fütterungsplätze für die Rehe neben dem Mili-Weber-Haus

Die Malerin Mili Weber gestaltete ein Leben lang ihre eigene Wunderwelt und schuf in ihrem Haus ein eigentliches Gesamtkunstwerk. 60 Jahre wohnte sie in diesem «Märchenhaus», das heute von einer Stiftung gepflegt und als Museum geführt wird. Blumenkinder leuchten aus ihren farbenfrohen Aquarellen, im Schlosszimmer schildert die bemalte Decke die vier Jahreszeiten und eine raumfüllende Puppenstube erzählt die Geschichte einer fürstlichen Familie. Nebst Malen und Werken in der grossen Puppenstube machte Weber auch Musik und begann zu komponieren. Im obersten Stock füllt neben dem Bärenzimmer eine zweimanualige Hausorgel mit Pedal einen ganzen Raum. Das Haus mit seinen kleinen Zimmern kann nur mit Führung besucht werden.

## Publikationen
- Mili Weber: Vom Rehli Fin. (Schweizerdeutsch). Verlag Gammeter, St. Moritz 2002, ISBN 3-9520540-4-6.
- Mili Weber: Frohe Märlein. (dt. Ausgabe) Desertina, 1998, ISBN 3-85637221-0.
- Mili Weber: Fairy Rhymes: Rhymes by the little teddy bear appearing on the first page. (engl. Ausgabe) Desertina, 1998, ISBN 3-85637245-8
- Dora Lardelli: Mili Weber, Ausstellungskatalog. Segantini Museum St. Moritz 1991, ISBN 3-9520540-2-X.